# 共犯幻想
『共犯幻想』（きょうはんげんそう）は、斎藤次郎原作・真崎守作画による日本の漫画作品である。

## 概要
『週刊漫画アクション』（双葉社）、1972年(昭和47年）4月6日号から1973年(昭和48年）1月4日号の間に全36話掲載された。
形式上は地方高校生の学生運動（校舎占拠籠城の上、機動隊に攻められ逮捕）を描いた作品であり、その題材と実験的とも言える鮮烈な作画表現により話題になった。
学生運動という「集団行動」を題材にしながら、最後まで校舎に残った4人の主人公達が「なぜこの4人が残ったのか」を問うことから始まる「個」の自己希求的作品である。

## あらすじ
とある地方の県立丸山高等学校の時計台、学校当局と対立し当初は五十人近くいた籠城者も、機動隊による強制排除の前日には矢吹竜彦、岬涼子、蓮見四郎、柊幸夫の四人に減っていた。最後の夕飯のインスタントラーメンを食べ終えた矢吹竜彦が皆の前で切り出す。「（籠城者の）数がへったことなど大したことじゃない」「ぼくが気になるのはどうして〈最後の一人〉じゃなくて〈最後の四人〉なのかだ」「どうして〈ぼくたち〉なんだ」「知りたいんだ、どうして四人が残ったのかその理由を」。そして竜彦、涼子、四郎、幸夫の順に各人は自分の過去を語り出す。四人はそれぞれ異なる凄絶な過去を背負い、その痛みを抱えて時計台に残っていたのだった…

## 単行本
1974年：ブロンズ社もうひとつの劇画世界④『共犯幻想』上・中・下巻
1976年：ブロンズ社もうひとつの劇画世界『共犯幻想』上・中・下巻
1978年：ブロンズ社真崎守選集⑧ - ⑩『共犯幻想』第1 - 3巻
1993年：ぱる出版ぱるコミックス『共犯幻想』上・下巻
2008年：宙出版『共犯幻想』上巻のみ（「5章・朝やけは血の色」まで）

1974年と1976年の単行本の内容は同一（雑誌掲載時に比しての修正改稿あり）であるが、1978年の選集版では「8章・ひび割れる過去」を中心にさらに修正改稿が施されており、以降の単行本も同じである。